# محمد بن يزيد
محمد بن يزيد من موالي قريش، كان والي أفريقية والمغرب زمن الخليفة الاموي سليمان بن عبد الملك، وكان حسن السيرة، تولى حكم أفريقية والمغرب سنة 97 هـ ـ 99 هـ الموافق 716م ـ 719م بعد انقضاء أمر آل موسى بن نصير، تميز حكمة بهدوء حالة ولايته، واعتدال سياسته، وحسن سيرته.

## ولاية أفريقية
قال الواقدى، إنّ سليمان بن عبد الملك، قال لرجاء بن حيوة: يا رجاء ابغنى رجلا له فضل في نفسه ونهوض بما ولى أولّيه إفريقية. قال رجاء: «سأنظر في ذلك يا أمير المؤمنين» وسكت أياما، ثم جاءه، فقال: «قد وجدت رجلا له فضل في نفسه ونهوض بما ولى» قال: «من هو؟» قال: «محمّد بن يزيد مولى قريش» قال سليمان: «ما اعرفنى به، أدخله فأدخله رجاء» على سليمان، فقال له سليمان: «يا محمد بن يزيد، اتّق الله وحده لا شريك له، وقم فيمن وليتك بالحق والعدل، اللهم اشهد عليه» فخرج وهو يقول «ما لى عذر إن لم أعدل».
فتولى محمد بن يزيد إفريقية سنة تسع وتسعين، وكانت ولايته سنتين وأشهرا، في أحسن سيرة وأعدلها ببركة سليمان بن عبد الملك، وكتب سليمان إلى محمد بن يزيد: أن يأخذ آل موسى بن نصير وكل من التبس بهم حتى يوفوا ثلاثمائة ألف دينار، ولا يرفع العذاب عنهم، فقبض على عبد الله بن موسى بن نصير، فحبسه في السجن، ثم جاء بريد آخر: بضرب عنقه، فولى ضرب عنقه خالد بن أبى حبيب، وأما عبد العزيز بن موسى بن نصير، فإنه كان عاملا لأبيه على الأندلس، فتزوج بعد خروج أبيه إلى إفريقية امرأة لذريق ملك الأندلس، الذي قتله طارق بن زياد. فجاءته من الدنيا بشئ عظيم لا يوصف، فثار عليه حبيب بن أبى عبيدة بن عقبة بن نافع الفهري، وزياد بن عابدة البلوي، وزياد بن نابغة فيمن معهم من الناس فقتلوه، وذلك في آخر سنة ثمان وتسعين، في آخر خلافة سليمان بن عبد الملك، ثم مكثوا بعده لا يجمعهم إمام.
وولى محمد بن يزيد على الأندلس الحر بن عبد الرحمن الثقفي، بدلا من أيوب بن حبيب اللخمي الذي ولاه أهل الأندلس عليهم بعد مقتل عبد العزبز بن موسى، وكانت الأندلس إذ ذاك تتبع إلى والي إفريقية، وكان محمد بن يزيد يبعث السرية إلى ثغور إفريقية فما أصابه خمّسه ثم قسّمه عليهم، ثم قسّم الخمس أيضا.

## بعد الولاية
عندما تولى سليمان بن عبد الملك الخلافة، وجه محمد بن يزيد إلى العراق وكان ذلك قبل أن يتولى أفريقية، فأطلق أهل السجون، وقسم الأموال، وضيق على يزيد بن أبي مسلم الثقفي كاتب الحجاج بن يوسف الثقفي.
وبعدما عزل محمد بن يزيد بعد موت سليمان وتولي عمر بن عبد العزيز، ولى عمر على أفريقية إسماعيل بن عبيد الله بن أبي المهاجر، وبقي محمد بن يزيد مقيما في أفريقية، حتى وفاة عمر بن عبد العزيز وتولي يزيد بن عبد الملك الخلافة وولى يزيد بن أبي مسلم الثقفي ولاية أفريقية بدلا من إسماعيل، فطلب يزيد أن يقبض على محمد بن يزيد الذي كان تخفى منه في أفريقيا، لما فعل به بالسابق في العراق، فظفر به يزيد بن أبي مسلم.
فجعل محمد بن يزيد يقول: اللهم احفظ لي إطلاقي الأسرى، وإعطائي الفقراء.
فقال له يزيد بن أبي مسلم حين دنا منه: محمد بن يزيد؟ ما زلت أسأل الله أن يظفرني بك.
قال له محمد: وما زلت أسأل الله، أن يجيرني منك.
قال يزيد: والله، ما أجارك، ولا أعاذك مني، ووالله لأقتلنك قبل أن آكل هذه حبة العنب، ووالله لو رأيت ملك الموت يريد قبض روحك، لسبقته إليها.
فأقيمت الصلاة، فوضع يزيد حبة العنب من يده، وتقدم، فصلي بهم.
وكان أهل أفريقية قد أجمعوا على قتل يزيد بن أبي مسلم لسوء سيرته معهم، فلما ركع، ضربه رجل منهم على رأسه بعمود حديد، فقتله.
وقيل لمحمد بن يزيد: اذهب حيث شئت، فمضى سالم.